# Marte in fuga
Marte in fuga (Moving Mars) è un romanzo di fantascienza dello scrittore statunitense Greg Bear, pubblicato nel 1993.

## Storia editoriale
Il romanzo, pubblicato per la prima volta nel 1993 negli Stati Uniti d'America, alterna temi di fantapolitica con la fantascienza hard, raccontando della difficile emancipazione delle colonie terrestri su Marte dall'egemonia del pianeta d'origine.
Fa parte dell'universo narrativo della serie Queen of Angels che, a sua volta, è il primo segmento della serie Quantum Logic.
L'opera ha vinto negli USA, nel 1994 il premio Science Fiction Chronicle Readers Poll e nel 1995 il Premio Nebula per il miglior romanzo, nel 1996 in Spagna il Premios Ignotus per il miglior romanzo straniero pubblicato nel Paese.

## Trama
(Greg Bear, Marte in fuga)
La Luna, Marte e la cintura di asteroidi sono stati colonizzati dalla Terra, che mantiene su di essi un controllo economico. Le colonie si sono organizzate in gruppi autonomi ma cooperativi chiamati Legami Multipli (LM), ciascuno dei quali ha sviluppato le proprie attività economiche sfruttando le risorse del Pianeta. Per la gestione delle attività più complicate, vengono utilizzati i cosiddetti "pensatori", delle intelligenze artificiali con status civile pari a quello umano.
Anni 2171- 2174. Circa novanta studenti dell'Università di Marte si ribellano contro l'arbitraria rescissione del loro contratto di studio, voluta dall'amministrazione universitaria controllata dalla Terra, che intende così soffocare le politiche indipendentiste delle colonie, allontanando gli iscritti più politicizzati. Il gruppo occupa l'università, ma la sommossa viene soffocata con la forza da gruppi armati sotto il controllo della Terra. L'indebita ingerenza terrestre coalizza l'opinione pubblica marziana, costringendo l'amministrazione universitaria alle dimissioni. Tra i rivoltosi si mette in mostra la giovane Casseia Majumdar che durante le vicende, ha modo di conoscere il talentuoso studente di fisica Charles Franklin, che rincontra tempo dopo e con il quale ha una relazione. Charles vorrebbe sposare Casseia ma quest'ultima, pur provando profondi sentimenti per il ragazzo, non vuole impegnarsi in una relazione che la distoglierebbe dai suoi programmi per il futuro.
Anni 2175 - 2182. La vicenda vissuta all'università spinge Casseia ad interessarsi di politica, perfezionando i suoi studi in tale settore; neo laureata, alle prime armi, viene scelta per accompagnare il"sindaco" dal suo LM sulla Terra in un viaggio della durata di due anni. L'intento è quello di incontrare alcuni politici terrestri per risolvere gli attriti tra il pianeta madre e Marte. Nel frattempo Charles, insieme a una squadra di scienziati chiamati "gli Olimpici", scopre una nuova tecnologia radicale: gli scienziati marziani teorizzano un metodo per stravolgere le leggi fisiche a piacimento. La Terra ignora cosa possa fare questa nuova tecnologia ma ha dei sospetti e, temendo che Marte possa impiegarla come arma, vuole a ogni costo imporre il suo controllo sul pianeta rosso. I negoziati sono un fallimento ma l'esperienza di Casseia è aumentata e questa competenza le tornerà utile quando, tornata su Marte e sposatasi con un bio geologo, Ilya Rabinovitch, sceglie di lasciare il suo LM e di unirsi a quello del marito facente parte degli Erzul. La "sindaca" dell'LM degli Erzul, Ti Sandra, crede che lo sviluppo sociale ed economico di Marte passi per la necessaria confederazione degli LM all'interno di uno Stato federale e inizia a promuovere, con fatica, questo progetto con l'aiuto di Casseia. Mentre Ilya si spende per riportare in vita le ancestrali forme di vita marziane, ritrovate "dormienti" in vari siti archeologici, la maggior parte degli LM accetta di aderire al progetto di unificazione di Marte, eleggendo Ti Sandra come presidente provvisoria e Casseia sua vicepresidente.
Anno 2183. La Terra, terrorizzata dagli sviluppi pratici delle ricerche degli Olimpici, vuole costringere Marte a sottomettersi e a rinunciare alla propria indipendenza: dei virus informatici, i cosiddetti "evolvon", impiantati durante la produzione sulla Terra dei pensatori destinati alle colonie, vengono attivati causando il blocco delle comunicazioni, il malfunzionamento degli impianti di sopravvivenza e la morte di molte persone. Contemporaneamente vengono attivati dei robot nanotecnologici autoreplicanti, le cosiddette "locuste", che contribuiscono alla distruzione delle difese di Marte. Ti Sandra, a causa del blocco delle comunicazioni, è irraggiungibile e Casseia assume il comando. La Terra impone un ultimatum per il tramite di alcuni dissidenti marziani. Charles Franklin rivela a Casseia che gli Olimpici hanno la capacità di spostare istataneamente uno dei satelliti di Marte, Fobos, in prossimità della Terra; Casseia autorizza l'esperimento e la sua riuscita convince la Terra a ritirare l'ultimatum, a disattivare sia i virus che le locuste. Durante l'attacco Ti Sandra è rimasta gravemente ferita e Ilya, è morto.
Anno 2184. Casseia, afflitta dal lutto, si dedica completamente alla rinascita di Marte: gli esperimenti iniziati da Ilya stanno avendo successo e le forme di vita ancestrali di Marte si stanno pian piano risvegliando. Casseia si è riavvicinata a Charles, che non aveva mai smesso di amare. La potenza bellica raggiunta da Marte però è una minaccia troppo grande e, nonostante le rassicurazioni di Casseia sulla volontà di non attaccare la Terra, quest'ultima, dopo aver scoperto anch'essa la nuova tecnologia, sferra un nuovo attacco contro Marte, utilizzando armi ad antimateria e le locuste rimaste nascoste sotto il suolo marziano. Ti Sandra viene uccisa e Casseia, come ultimo tentativo per salvare Marte dalla distruzione, ordina agli Olimpici di trasportare il pianeta in un'altra galassia, lontano dagli attacchi terrestri. La fuga ha successo ma Charles che per la smaterializzazione del pianetra si era dovuto collegare telepaticamente con un pensatore, subisce dei danni cerebrali irreversibili. Molti dei marziani, che avrebbero voluto combattere fino alla distruzione di Marte o della Terra, ritengono arbitraria la decisione di Casseia e l'arrestano dopo averla accusata di abuso di potere.
XXIII secolo. Anni dopo gli eventi Casseia è stata completamente prosciolta dalle accuse e riabilitata. Si è ritirata a vita privata con Charles. Le sue azioni sono state riconosciute lecite ed è considerata un'eroina. Marte prospera nella nuova galassia, e le ancestrali forme di vita stanno man mano rendendo Marte un pianeta sempre più ospitale per l'uomo.

## Edizioni
- (EN) Greg Bear, Moving Mars, 1ª ed., New York, Tor, 1993,  p. 448, ISBN 978-0-312-85515-4.
- (EN) Greg Bear, Moving Mars, Londra, Legend, 1993,  p. 452, ISBN 978-0-09-926121-6.
- (NL) Greg Bear, Meesters van Mars, traduzione di Vincent van der Linden, M=SF, n. 321, Amsterdam,, Meulenhoff, 1994,  p. 462, ISBN 978-90-290-4780-7.
- Greg Bear, Marte in fuga, traduzione di Gianluigi Zuddas, Cosmo Argento, n. 254, Editrice Nord, 1994,  p. 498, ISBN 88-429-0794-4.
- (FR) Greg Bear, L'envol de Mars, traduzione di Guy Abadia, Ailleurs et demain, Parigi, Robert Laffont, 1995,  p. 464, ISBN 978-2-221-07983-6.
- (ES) Greg Bear, Marte se mueve, traduzione di Carlos Gardini, Nova ciencia ficción, n. 79, Barcellona, Ediciones B, 1995,  p. 476, ISBN 978-84-406-5942-2.
- (DE) Greg Bear, Heimat Mars, traduzione di Usch Kiausch, Heyne Science Fiction & Fantasy, n. 5922, Monaco di Baviera, Heyne, 1999,  p. 782, ISBN 978-3-453-13309-9.